# Nicoadala
Nicoadala es un distrito de la provincia de Zambezia, en Mozambique, con una población censada en agosto de 2017 de 180 686 habitantes.
Se encuentra ubicado en el centro del país, entre la frontera con Malaui, al noroeste, y la costa del océano Índico, al este, y cerca del río Bons Sinais.